# 氧化铷
氧化銣（Rb2O），是銣的氧化物之一，呈黃色，有很强的潮解性。

## 製備
铷在空气中燃烧时，主要生成的是过氧化铷，只有少量的氧化铷和超氧化铷生成。当金属铷被露置于空气中时，它会很快氧化，失去金属光泽，并产生一系列有颜色的氧化产物。其中生成了铷的低氧化物，例如青铜色的Rb6O和红棕色的Rb9O2。铷最终的氧化产物主要是超氧化铷。
氧化銣主要由用铷还原无水硝酸銣、氫氧化銣或超氧化銣產生：
10 Rb + 2 RbNO3 → 6 Rb2O + N2 ↑
2 Rb + 2 RbOH → 2 Rb2O + H2 ↑
3 Rb + RbO2 → 2 Rb2O

## 相關化學反應
氧化銣溶於水後，会剧烈反应生成氫氧化銣：
Rb2O + H2O → 2 RbOH
將氫氣通入氧化銣後，生成氫氧化銣及氫化銣：
Rb2O + H2 → RbOH + RbH